# Biliana Raeva
Biliana Raeva (n. 12 iulie 1973, Varna, Republica Populară Bulgaria) este un om politic bulgar, membru al Parlamentului European în perioada 2007-2009 din partea Bulgariei. 
1. ↑  Deputații în Parlamentul European